# Animal Diversity Web
Pour les articles homonymes, voir ADW.
 (avril 2024).
Si vous disposez d'ouvrages ou d'articles de référence ou si vous connaissez des sites web de qualité traitant du thème abordé ici, merci de compléter l'article en donnant les références utiles à sa vérifiabilité et en les liant à la section « Notes et références ».
L’Animal Diversity Web (ADW, en français littéralement « web de la diversité animale »), est le site web du muséum de zoologie de l'université du Michigan.